# Natuurstudie
Natuurstudie of veldbiologie is de hobby en de wetenschap die zich bezighoudt met het bestuderen van de levende natuur of, met andere woorden, het bestuderen van de natuur door (een selectie van) alle planten en/of dieren die men in het veld tegenkomt te determineren (identificeren of op naam brengen). Het op naam brengen kan gebeuren met een determinatietabel of een boek, zoals een flora. Ook omvat natuurstudie het leren in welke natuurlijke omgeving (biotoop, standplaats) dieren of planten voorkomen en onderzoek doen naar het voorkomen of gedrag van dieren of planten. Door het vastleggen van de verzamelde gegevens kunnen op langere termijn studies worden uitgevoerd en kan de diversiteit van allerlei dieren en planten worden gevolgd door onder andere de reservaten en andere gebieden regelmatig te inventariseren.
Een belangrijke tak van wetenschap in dit verband is de biologie, de wetenschap van alles wat leeft. Zij omvat de studie van eencelligen en protisten, en plant-, dier- en menskunde. 
Voorbereid door Goethe, Cuvier, en Lamarck wordt biologie eerst na 1800 een geordende wetenschap. Door de celtheorie van Schleiden en Schwann en de evolutietheorie van Darwin werden overtuigende bewijzen geleverd voor de eenheid en de verwantschap van alle levende wezens. De biologie probeert eigenschappen van levende wezens te leren kennen en verklaren, zoals vorm, bouw, ontwikkeling, de levensverschijnselen in relatie met de levensprocessen, de betrekkingen tussen de individuen onderling en in verband met hun omgeving (biotoop).
Er zijn verschillende verenigingen van beroepsonderzoekers en van amateurs die aan natuurstudie doen. In België bestaat er onder andere Natuurpunt en in Nederland zijn er de Koninklijke Nederlandse Natuurhistorische Vereniging (KNNV) en de Nederlandse Jeugdbond voor Natuurstudie (NJN). Daarnaast zijn er de Jeugdbond voor Natuur en Milieu in België en de Jeugdbond voor Natuur- en Milieustudie in Nederland. Binnen deze verenigingen bestaan er ook vaak werkgroepen die een bepaalde groep van dieren of planten bestuderen, bijvoorbeeld: vogelwerkgroep, plantenwerkgroep, insectenwerkgroep.